# Ampelisca careyi
Ampelisca careyi är en kräftdjursart som beskrevs av Dickinson 1982. Ampelisca careyi ingår i släktet Ampelisca och familjen Ampeliscidae. Inga underarter finns listade i Catalogue of Life.